# Jeff Skinner
Jeffrey Skinner (* 16. května 1992, Toronto, Ontario, Kanada) je kanadský hokejový útočník hrající v týmu Edmonton Oilers v severoamerické lize NHL.

## Kariéra

### Mládí
Jeff Skinner se narodil právníkům Andrew a Elizabeth Skinnerovým. Je druhým nejmladším ze šesti sourozenců. Skinner studoval na veřejné škole Williama Armstronga a později přešel na střední školu v Markhamově okresu. Nedlouho poté se přestěhoval do Kitcheneru, kde se věnoval lednímu hokeji a krasobruslení. Na kanadském juniorském šampionátu v krasobruslení 2004 získal bronzovou medaili. Později se rozhodl soustředit pouze na hokej a začal hrát za Toronto Jr. Canadiens a Toronto Young Nationals v lize Greater Toronto Hockey League. Později i za Markham Waxers v lize Ontario Minor Hockey Association. Jeho favority byli Toronto Maple Leafs.

### Hráčská kariéra
Skinner byl v roce 2006 vybrán na 20. místě draftu OHL Kitchenerem Rangers. Tehdy hrál za Toronto Young National s budoucím útočníkem Bostonu Bruins Tylerem Seguinem. Poté, co byl nejlepším střelcem Kitcheneru ve své premiérové sezóně v OHL, tak se zúčastnil Memoriálu Ivana Hlinky 2007, kde vstřelil 6 gólů a s týmem Kanady získal zlatou medaili. V první třetině své druhé sezóny OHL vstřelil 15 gólů a byl tak nejlepším střelcem v CHL mezi hráči, kteří mohli být draftováni do NHL. Také se stal prvním hráčem ve 23leté historii Kitcheneru Rangers, který vstřelil 50 gólů v jejich dresu. Přestože vedl v té době tabulku střelců CHL, tak byl Centrálním Úřadem Skautingu NHL zařazen v polovině sezóny až na 47. místo mezi severoamerickými hráči v poli, což kontrastovalo s žebříčky médií, která jej řadila mnohem výše. Nakonec byl během Vstupního draftu NHL 2010 vybrán na celkově 7. místě týmem Carolina Hurricanes.
Skinner byl často přirovnáván k útočníkům Miku Cammallerimu, Travisu Zajacovi a Miku Richardsovi, pro jeho přirozený instinkt, předvídavost, schopnosti a styl hry.
Během prvního předsezónního tréninkového tábora Hurricanes podepsal s vedením tříletý nováčkovský kontrakt v hodnotě 2,7 miliónů USD (asi 54 miliónů kč). 7. října 2010 debutoval v NHL při vítězství Caroliny nad Minnesotou Wild, při zápase hraném v Helsinkách. V šestnácti minutách, které strávil při hře na ledě, dvakrát vystřelil na branku. Následující den si připsal svůj první kanadský bod, když nahrál na gól Tuomovi Ruutovi. Ve stejném zápase vstřelil gól v rozhodujících samostatných nájezdech, což se mu povedlo jako třetímu nejmladšímu hokejistovi v historii NHL. 20. října 2010 vstřelil svůj první gól v NHL, brankáři Jonathanu Bernierovi z Los Angeles Kings. Během sezóny byl povolán pro zápas NHL All-Star Game za zraněného Sidneyho Crosbyho a byl tak prvním osmnáctiletým účastníkem této exhibice od účasti Stevea Yzermana. V lednu 2011 byl jmenován nováčkem měsíce NHL.
Na konci sezóny 2010-11 byl nominován do kanadské reprezentace na Mistrovství světa na Slovensku.

## Úspěchy

### Individuální úspěchy
- Hrál v OHL All-Star Game – 2010
- Hrál v NHL All-Star Game – 2011
- Získal Calder Memorial Trophy – 2010-11
- Byl jmenován do NHL All-Rookie Teamu – 2010-11

### Týmové úspěchy
- Zlatá medaile na MS do 17 let – 2009

## Statistiky

### Klubové statistiky
| Sezóna      | Klub                     | Soutěž      |       | Základní část | Základní část | Základní část | Základní část | Základní část |    | Play off | Play off | Play off | Play off | Play off |
| Sezóna      | Klub                     | Soutěž      | Z     | G             | A             | B             | TM            | Z             | G  | A        | B        | TM       |          |          |
| 2007/08     | Toronto Young Nationalss | GTHL        | 50    | 62            | 35            | 97            | 137           | —             | —  | —        | —        | —        |          |          |
| 2008/09     | Kitchener Rangers        | OHL         | 63    | 27            | 24            | 51            | 72            | —             | —  | —        | —        | —        |          |          |
| 2009/10     | Kitchener Rangers        | OHL         | 64    | 50            | 40            | 90            | 34            | 20            | 20 | 13       | 33       | 14       |          |          |
| 2010/11     | Carolina Hurricanes      | NHL         | 82    | 31            | 32            | 63            | 46            | —             | —  | —        | —        | —        |          |          |
| 2011/12     | Carolina Hurricanes      | NHL         | 64    | 20            | 24            | 44            | 56            | —             | —  | —        | —        | —        |          |          |
| 2012/13     | Carolina Hurricanes      | NHL         | 42    | 13            | 11            | 24            | 26            | —             | —  | —        | —        | —        |          |          |
| 2013/14     | Carolina Hurricanes      | NHL         | 71    | 33            | 21            | 54            | 22            | —             | —  | —        | —        | —        |          |          |
| 2014/15     | Carolina Hurricanes      | NHL         | 77    | 18            | 13            | 31            | 18            | —             | —  | —        | —        | —        |          |          |
| 2015/16     | Carolina Hurricanes      | NHL         | 82    | 28            | 23            | 51            | 38            | —             | —  | —        | —        | —        |          |          |
| 2016/17     | Carolina Hurricanes      | NHL         | 79    | 37            | 26            | 63            | 28            | —             | —  | —        | —        | —        |          |          |
| 2017/18     | Carolina Hurricanes      | NHL         | 82    | 24            | 25            | 49            | 34            | —             | —  | —        | —        | —        |          |          |
| 2018/19     | Buffalo Sabres           | NHL         | 82    | 40            | 23            | 63            | 36            | —             | —  | —        | —        | —        |          |          |
| 2019/20     | Buffalo Sabres           | NHL         | 59    | 14            | 9             | 23            | 18            | —             | —  | —        | —        | —        |          |          |
| 2020/21     | Buffalo Sabres           | NHL         | 53    | 7             | 7             | 14            | 14            | —             | —  | —        | —        | —        |          |          |
| 2021/22     | Buffalo Sabres           | NHL         | 80    | 33            | 30            | 63            | 42            | —             | —  | —        | —        | —        |          |          |
| 2022/23     | Buffalo Sabres           | NHL         | 79    | 35            | 47            | 82            | 39            | —             | —  | —        | —        | —        |          |          |
| 2023/24     | Buffalo Sabres           | NHL         | 74    | 24            | 22            | 46            | 34            | —             | —  | —        | —        | —        |          |          |
| NHL celkově | NHL celkově              | NHL celkově | 1 006 | 357           | 313           | 670           | 451           | —             | —  | —        | —        | —        |          |          |

### Reprezentace
| Rok                       | Tým                       | Soutěž                    | Z  | G  | A  | B  | TM |
| ------------------------- | ------------------------- | ------------------------- | -- | -- | -- | -- | -- |
| 2009                      | Kanada Ontario            | MS 17                     | 6  | 2  | 4  | 6  | 4  |
| 2009                      | Kanada                    | MIH                       | 4  | 6  | 0  | 6  | 16 |
| 2011                      | Kanada                    | MS                        | 7  | 3  | 3  | 6  | 8  |
| 2012                      | Kanada                    | MS                        | 8  | 3  | 2  | 5  | 4  |
| 2013                      | Kanada                    | MS                        | 8  | 2  | 2  | 4  | 2  |
| 2017                      | Kanada                    | MS                        | 10 | 4  | 5  | 9  | 27 |
| Juniorská kariéra celkově | Juniorská kariéra celkově | Juniorská kariéra celkově | 10 | 8  | 4  | 12 | 20 |
| Seniorská kariéra celkově | Seniorská kariéra celkově | Seniorská kariéra celkově | 33 | 12 | 12 | 24 | 41 |